# The ballad of Bonnie and Clyde
The ballad of Bonnie and Clyde is een lied geschreven door Mitch Murray en Peter Calander, een vast schrijversduo. Zij werden daarbij geïnspireerd door de film Bonnie and Clyde uit 1967 met Warren Beatty en Faye Dunaway. De artiest die het meeste succes behaalde met dit lied was Georgie Fame. Het plaatje wordt gekenmerkt door de vele geluidseffecten, zoals dat van machinegeweren. Een van de versies van de platenhoezen verwijst zelfs naar een beeld uit de film (Beatty met machinegeweer).
Er verscheen met name op de Italiaanse markt een aantal covers onder de titel La ballata di Bonnie and Clyde. Rinaldo Ebasta, Gianni Pettenati en Le anime brachten het op de markt. In Frankrijk zongen Les Haricots Rouges het onder de originele titel. In Duitsland verscheen het als Bonnie und Clyde, uitgebracht door Inga Rumpf en John O’Brian-Docker.
Een instrumentale versie is afkomstig van James Last van zijn album Non stop dancing ’68.

## Hitnotering
The ballad werd na Yeh yeh en Get away de derde single van Fame die de eerste plaats haalde in het Verenigd Koninkrijk. Ze stond dertien weken in de hitparade aldaar.
In de Verenigde Staten haalde het de zevende plaats in de Billboard Hot 100
Ook in Zwitserland, Oostenrijk en Noorwegen haalde het een plaatselijke notering. België had nog geen officiële hitparade, maar de single verkocht daar goed.

### Nederlandse Top 40
| Positie: | 34 | 20 | 10 | 7 | 5 | 5 | 7 | 10 | 16 | 23 | 37 | 37 | uit |

### NederlandseDaverende 30
De voorloper noteerde als volgt:
| Positie: | 17 | 8 | 8 | 6 | 5 | 5 | 7 | 18 | uit |

### NPO Radio 2 Top 2000
| Nummer met noteringen in de NPO Radio 2 Top 2000 | '99  | '00  |
| ------------------------------------------------ | ---- | ---- |
| The ballad of Bonnie and Clyde                   | 1988 | 1995 |

1. ↑  Een vetgedrukt getal geeft de hoogste notering aan.
2. ↑  Deze tabel is bijgewerkt tot en met de laatste editie (2024).